# Komarek Gépgyár
A Komarek Gépgyár (Maschinenfabrik Komarek) Bécs Favoriten városrészében lévő gépgyár volt. 1879-től 1909-ig működött Neve az általa a gőzmotorkocsikhoz gyártott kazánok révén vált ismertté.

## Története
A céget 1879-ben alapította, (más források szerint 11885-ben)  Franz Xaver Komarek cégtulajdonos, aki 1846 december 1-én született és április 29-én halt meg. Ő végezte a cég kereskedelmi tevékenységének irányítását.
1895-ben gyártották az első  gőzmotorkocsit.

## Termékei

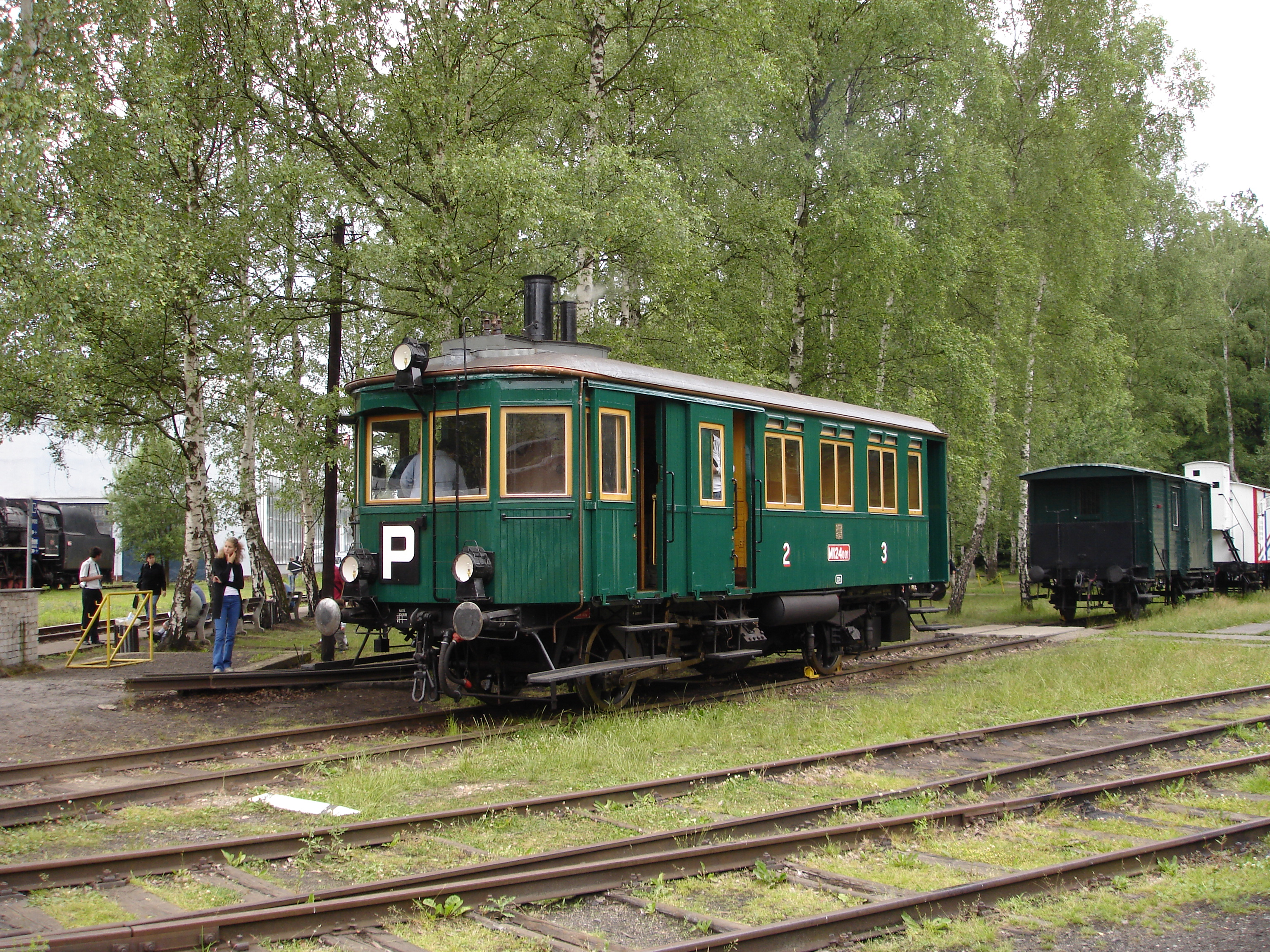
das bekannteste Produkt ist der Dampftriebwagen kkStB 1.0, der heute fahrfähig erhalten ist.

A cég termékei gőzkazánok, gőzmotorok és gőzmotorkocsik voltak.

### Gőzmotorkocsik

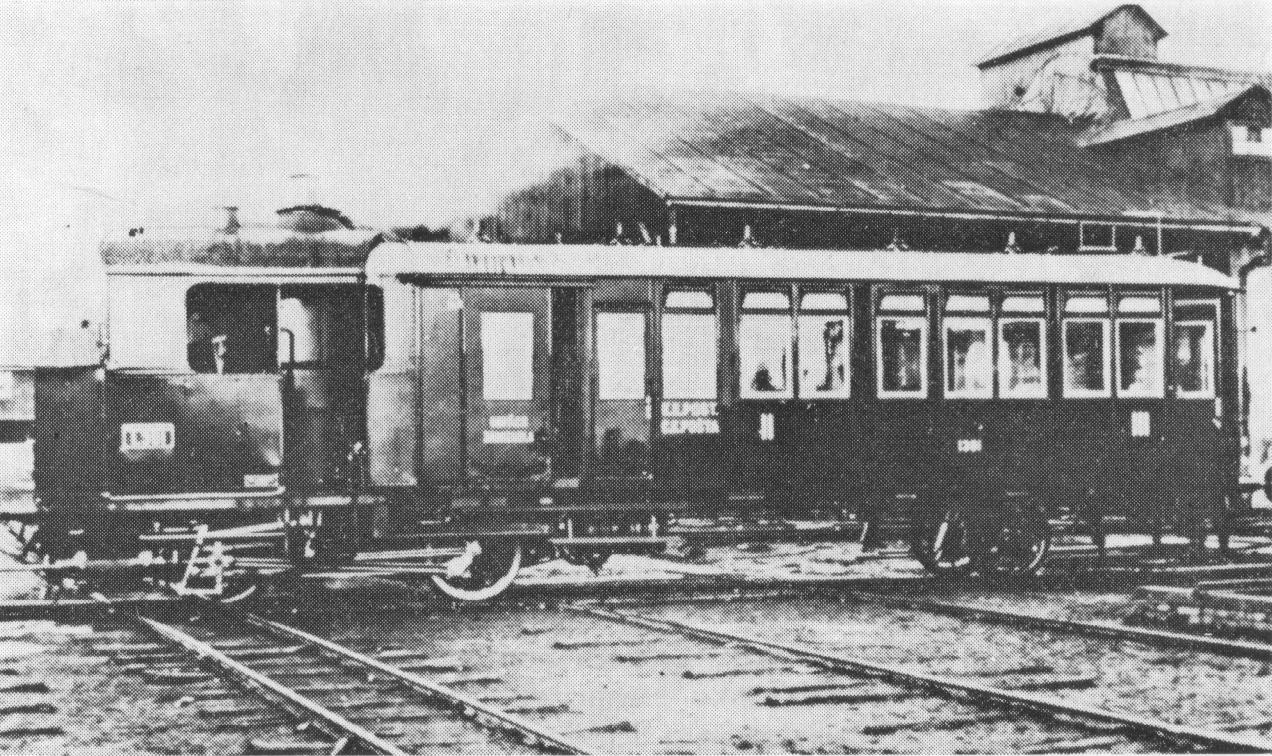
A Lokalbahn Saitz–Czeicz–Göding KkStB 1.3 gőzmotorkocsija

A következő gőzmotorkocsikat gyártották:
- kkStB 1.0, 2 Fahrzeuge, Baujahr 1904,
- kkStB 1.1, 1 Fahrzeug, Baujahr 1906,
- kkStB 1.2, 2 Fahrzeuge, Baujahr 1903,
- kkStB 1/s.0, 1 Fahrzeug, Baujahr 1903,
- kkStB 1.3, 2 Fahrzeuge, Baujahr 1909,
- kkStB 1.4, 1 Fahrzeug, Baujahr 1908.

Dazu kamen noch Fahrzeuge für schwach frequentierte Lokalbahnen wie die Niederösterreichische Landesbahnen, Vorortlinien der Stadtbahn Wien und einiger anderer privater Betreiber.
Erhalten geblieben ist ein Fahrzeug von dem kkStB 1.0 im Eisenbahnmuseum Lužná u Rakovníka.

## Fordítás
Ez a szócikk részben vagy egészben  a   Maschinenfabrik Komarek című német Wikipédia-szócikk fordításán alapul.  Az eredeti cikk szerkesztőit annak laptörténete sorolja fel. Ez a jelzés csupán a megfogalmazás eredetét és a szerzői jogokat jelzi, nem szolgál a cikkben szereplő információk forrásmegjelöléseként.